# Украшенная рогатка
Украшенная рогатка, или украшенная итанния (лат. Ceratophrys ornata), — вид лягушек из семейства Ceratophryidae. Обитают в Аргентине, Уругвае и южной Бразилии.

## Внешний вид и образ жизни
Длина самок до 16,5 см, а самцы достигают длины 11,5 см. Продолжительность жизни 6—7 лет, но в неволе эти лягушки могут жить до 10 лет. Рот довольно большой. Украшенные итаннии обычно светло-зелёные с красными пятнами, но бывают и тёмно-зелёные особи, и белые и даже черноватые. Охотится итанния из засады. Питается крупными членистоногими, грызунами, ящерицами, лягушками и даже небольшими змеями. Самки откладывают около 2000 икринок в воду. Головастики появляются через две недели.

## Фотогалерея

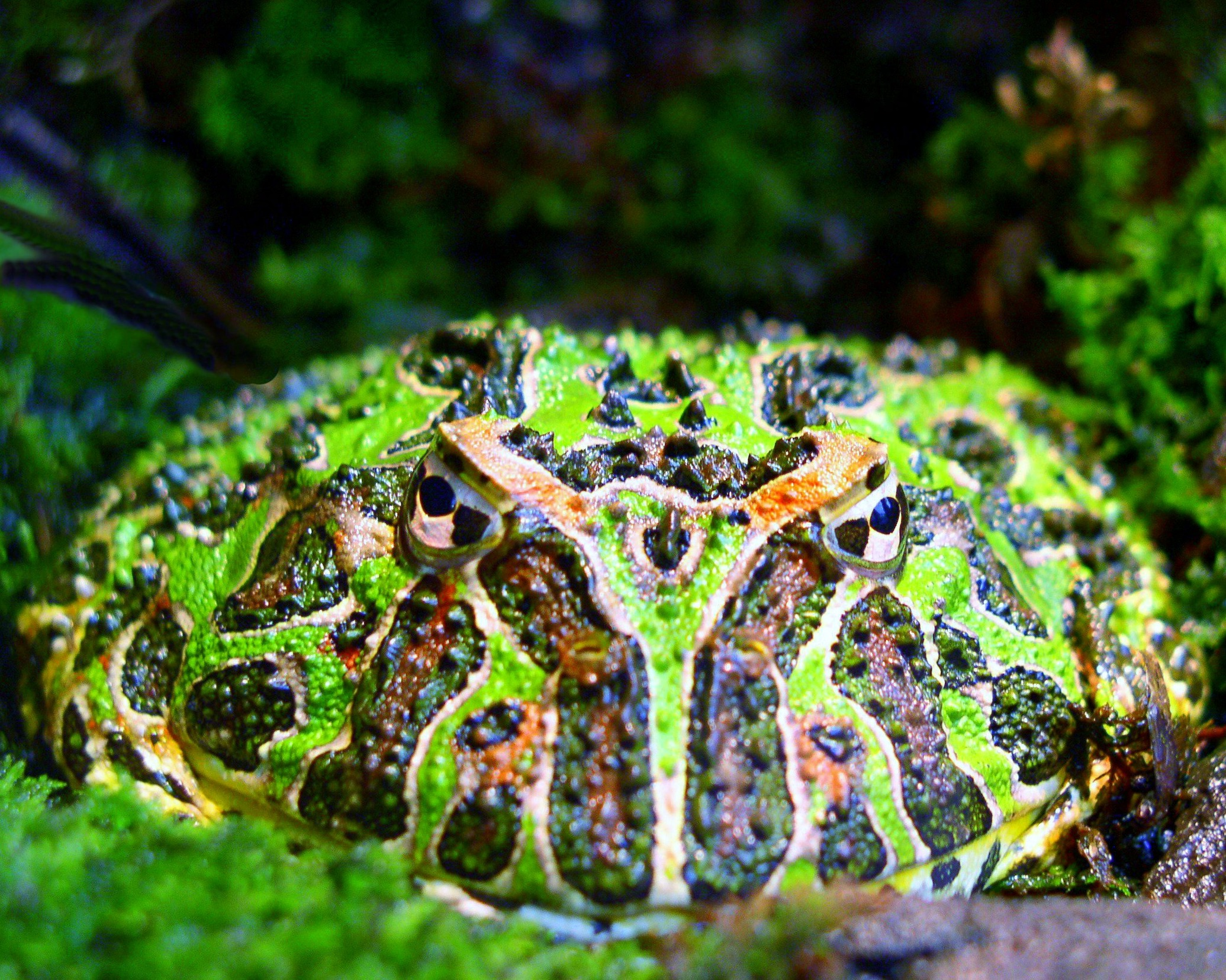
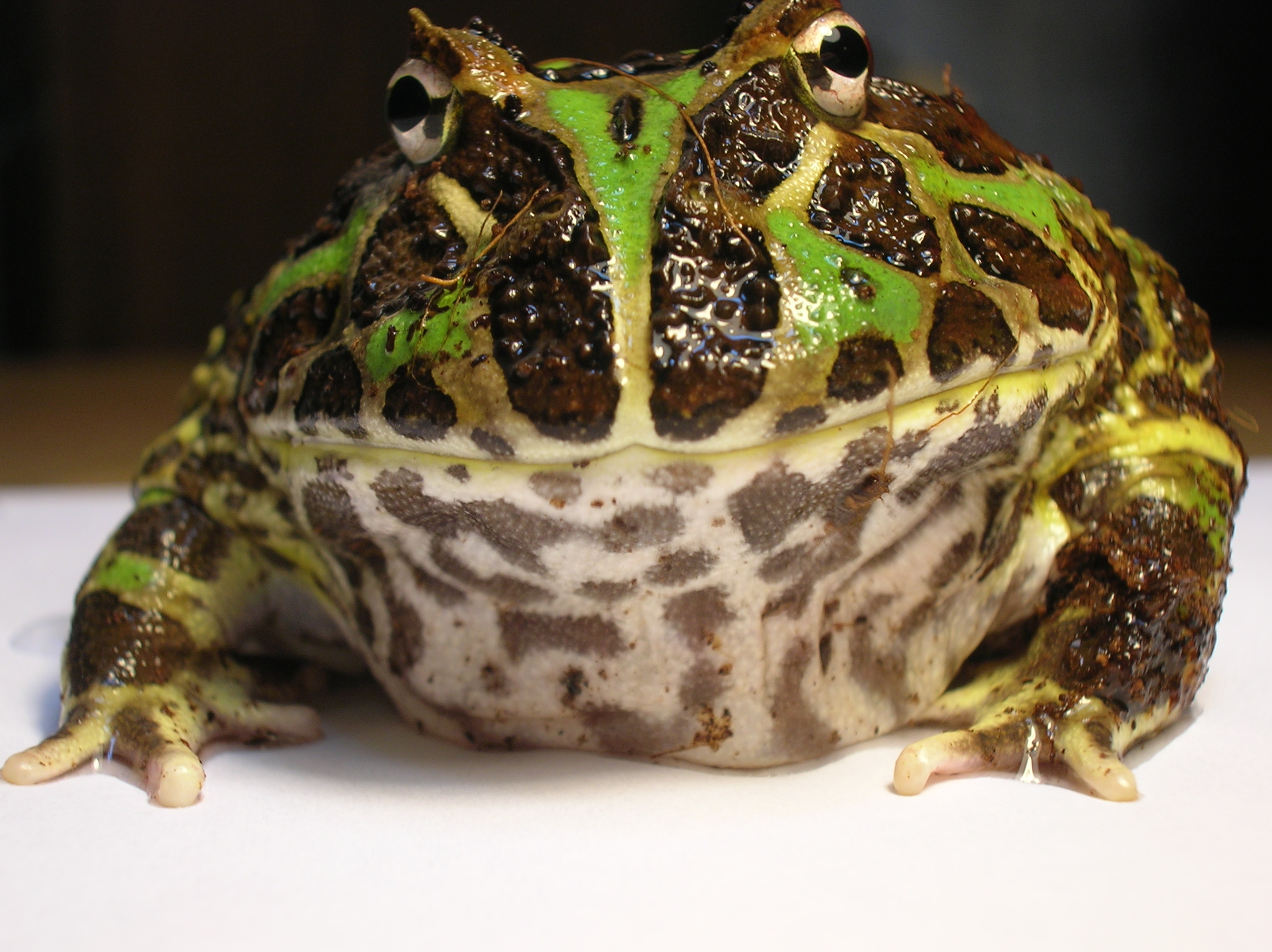